# Podolica
Podolica ist eine ursprüngliche Landrinderrasse aus Italien.

## Herkunft
Podolica ist eine alte Landrasse, die noch recht nah an ihrer Ursprungsrasse ist, dem Grauvieh der östlichen Steppen (siehe auch Podolisches Rind), das zur Zeit der Völkerwanderung nach Westen gelangte. Sie ist nach der ukrainischen Region Podolien benannt und ist die Ausgangsrasse der meisten italienischen Landrassen. Ein Zuchtverband mit Herdbuch wurde 1931 gegründet. In den darauffolgenden Jahren wurden Bullen der Rassen Romagnola, Maremma und Schweizer Braunvieh eingekreuzt, nach dem Zweiten Weltkrieg Bullen der Rassen Chianina und Marchigiana. 1969 führte der Nationale Verband der italienischen Fleischrindzüchter (ANABIC) erneut ein Herdbuch für Podolica ein, das 1984 überarbeitet wurde. In neuerer Zeit werden nun vor allem Bullen der Rassen Simmentaler Fleckvieh, Schweizer Braunvieh, Romagnola und Italienischer Holsteiner (Frisona italiana) zur Einkreuzung benutzt. Der Einfluss der Einkreuzungen scheint jedoch zu gering gewesen sein, um den Genotyp der Rasse wesentlich zu verändern. Die Haltungsform der Podolica als ganzjährig extensiv gehaltenem Weiderind in trockener, magerer Strauchlandschaft dürfte eine Durchsetzung von Genen hochgezüchteter Rinderrassen auch erschweren.
2002 waren im Herdbuch 11.387 Kühe und 124 Stiere eingetragen. Zu finden sind sie hauptsächlich in Mittel- und Süditalien (Basilicata, Calabria, Campania, Puglia).

## Beschreibung
Erwachsene Podolica sind grau, die Stiere schwarzgrau und die Kühe weißgrau. Kälber bis zum Alter von ungefähr sechs Monaten sind hellbraun/weizenfarben. Die Haut der Tiere ist dunkel; sichtbar an den Schleimhäuten. Die Hörner der Stiere sind halbmondförmig, die der Kühe leierförmig. Sie sind anfangs grau, ab einem Alter von ungefähr zwei Jahren gelblich-weiß mit dunklen Spitzen. Mit 70 cm bis 1 m werden sie vergleichsweise lang. Kopf und Hals sind etwas verkürzt, die Wamme ist ausgeprägt, beim Bullen auch Schulter- und Nackenmuskeln. Die Tiere sind hochbeinig, von mittlerer Größe und eher leicht. Die durchschnittliche Widerristhöhe beträgt 128 cm bei Kühen und 152 cm bei Stieren. Das durchschnittliche Gewicht der Kühe ist 400 kg, während die Stiere um die 700 kg erreichen.

## Eigenschaften
Die Podolica waren eine klassische Dreinutzungsrasse, die hauptsächlich als Zugtier verwendet wurde und daneben als Milch- und Fleischlieferant diente. Diese dreifache Nutzung ist erhalten geblieben, hat sich in neuerer Zeit aber umgekehrt. Das aktuelle Zuchtziel ist das eines extensiven Fleischrindes, wobei das Fleisch als „schmackhaft aber faserig und zäh“ beschrieben wird. Daneben dienen die Podolica als Milchlieferant. Die Milch hat einen Fettgehalt von 4,5 %, der Eiweißgehalt beträgt 3,6 %. Die durchschnittliche Milchproduktion beträgt nur 1.300 kg pro Jahr, die Milch wird aber als äußerst wohlschmeckend beschrieben („… die unvergleichliche Milch der Podolica Kühe“). Die Verwendung als Zugtier schließlich ist noch gegeben, ist aber nur noch nachrangig. Zu den Stärken dieser spätreifenden Rasse zählen darüber hinaus ihre Widerstandsfähigkeit und ihre Gesundheit.
Podolica werden als eine der Ausgangsrassen bei der Erzüchtung des Tauros-Rindes, einer geplanten Abbild- bis Rückzüchtung des Auerochsen, verwendet.